# Number 10 (Mark Rothko)
Number 10 è un dipinto del pittore di origine lettone Mark Rothko, esponente dell'espressionismo astratto americano.
Come molte opere di quest'autore anche questo suo lavoro è caratterizzato da grandi superfici rettangolari, dove i vari colori accostati fra loro si mischiano, confinando con quelli adiacenti. Rothko è così in grado di creare inediti effetti di trasparenza. Ciò è determinato da colori quasi liquidi dai toni luminosi che si sfumano ai confini.

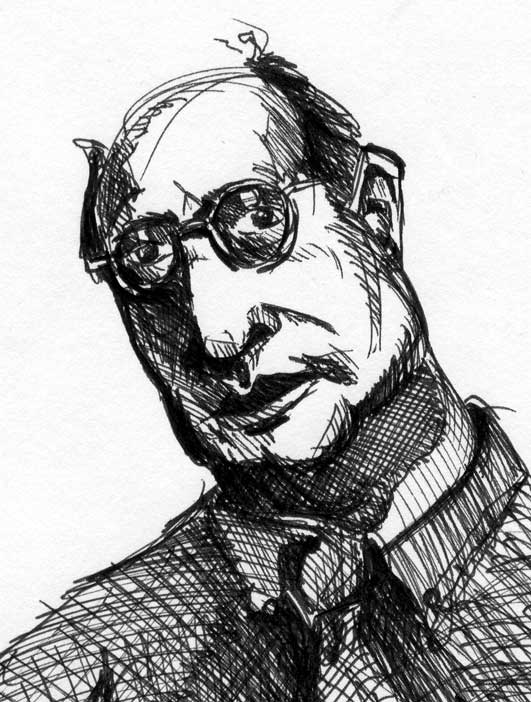
Ritratto di Mark Rothko

In Number 10 rimane perciò solo una sagoma sfumata di un rettangolo, poiché il segno e la figurazione sono aboliti, pertanto unico e vero protagonista di questo dipinto non rimane che il colore, steso per ampi campi non ben definiti, spesso con sovrapposizioni. Se ne ricava un senso di mistero e fascino, come era nelle intenzioni dell'autore. Questo infatti, come Barnett Newman, ricercò un'astrazione pura che però non disdegnasse di essere portatrice di qualche implicazione spirituale.